# Convention des Nations unies contre la corruption
 (décembre 2021).

Convention des Nations unies contre la corruption
Ratifiés
Signataires
Non signataires

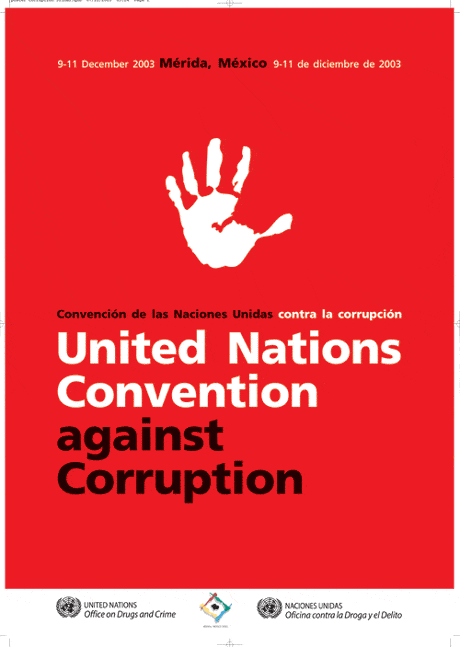

La Convention des Nations unies contre la corruption (en anglais United Nations Convention Against Corruption, UNCAC) est un traité international établi par l'ONU, adopté par la résolution de l'Assemblée générale des Nations unies 58/4 du 31 octobre 2003. Le 9 décembre 2003, 114 pays signaient la convention à Mérida, au Mexique. À la date du 31 octobre 2023, 140 pays ou organisations l'avaient signée et 190 pays l'avaient ratifiée, y compris la France et l'Union européenne.

## Présentation
La Convention des Nations unies contre la corruption constitue le premier instrument mondial de lutte contre la corruption, les crimes organisés et les crimes économiques y compris le blanchiment d'argent. Elle contient notamment des dispositions de prévention de la corruption et des règles organisant la coopération internationale ainsi que des normes de nature procédurale. 
L’académie internationale de lutte contre la corruption (IACA) contribue à la mise en œuvre de la Convention.